# Otus frutuosoi
El autillo de las Azores (Otus frutuosoi) es una especie de autillo pequeño que vivió alguna vez en la isla de San Miguel, en el archipiélago de Macaronesia de las islas Azores, en el norte del océano Atlántico.

## Historia
Este autillo fue descrito a partir de huesos subfósiles. Es la primera especie de autillo extinta descrita de las Azores y la segunda de Macaronesia (la primera fue el autillo de Madeira). Los descriptores sugirieron que es muy probable que la causa de su extinción fuera la colonización humana en el siglo XV d. C., lo cual está asociado con la destrucción del hábitat y la introducción de especies foráneas.

## Descripción
Comparado con el autillo europeo, sus alas eran más cortas, las patas más largas y la pelvis era al mismo tiempo más ancha y más corta. Era también generalmente más pequeño que el autillo de Madeira. Las proporciones de sus patas y su carga alar indican que vivía mayormente en el suelo y tenía una débil capacidad de vuelo.